# Дух из машины
«Дух в машине» или «Дух из машины» (англ. «Ghost in the Machine») — седьмой эпизод первого сезона сериала «Секретные материалы» главные герои которого — специальные агенты ФБР Фокс Малдер (Дэвид Духовны) и Дана Скалли (Джиллиан Андерсон), расследующие сложно поддающиеся научному объяснению преступления, называемые «Секретными материалами».
В данном эпизоде Малдер и Скалли расследуют смерть высокопоставленного корпоративного работника, который, возможно, был убит мыслящим компьютером. Эпизод принадлежит к типу «монстр недели» и не связан с основной «мифологией сериала», заданной в пилотной серии.
Премьера эпизода состоялась на телеканале FOX 29 октября 1993 года. От критиков серия получила смешанные отзывы, однако позднее была включена газетой The Guardian в число 13 лучших эпизодов за всю историю сериала.

## Сюжет
В Кристал-Сити, штат Виргиния, управляющий компании «Евриско» Бенджамин Дрэйк, гибнет от мощного электрического разряда в туалетной комнате, смежной с его кабинетом. Вместе с этим на компьютере Дрейка удаляется файл с его речью для совета директоров, в которой он настаивал на закрытии убыточного проекта «Центральная Операционная Система» (ЦОС) — компьютерной системы, управляющей всеми процессами в штаб-квартире компании.
Агент Джерри Ламана, ранее работавший с Малдером в отделе по расследованию насильственных преступлений, приходит к нему за помощью в расследовании Дрэйка, в надежде, что это поможет «перезапустить» его висящую на волоске карьеру. От инженера штаб-квартиры «Евриско» Питерсона агенты узнают, что для осуществления такого убийства злоумышленник должен взломать ЦОС, чтобы получить доступ к управлению всеми механизмами здания. Единственным, по утверждению Питерсона, способным на это является создатель системы — Брэд Вилчек, с которым у Дрэйка был конфликт. В надежде выслужиться перед начальством Ламана крадёт выработанный Малдером психологический портрет подозреваемого, выдавая его за свой.
Допрошенный у себя дома Вилчек отказывается признать причастность к убийству Дрэйка, но на основе данных голосового анализатора Скалли решает, что Вилчек замаскировал собственный голос с помощью компьютера и именно он звонил Дрэйку перед смертью последнего. Ламана начинает слежку за домом Вилчека, и следует за ним, когда тот спешит в «Евриско», не сумев взломать ЦОС со своего домашнего компьютера. Ламана собирается арестовать Вилчека, но ЦОС сбрасывает лифт в шахту с 29-го этажа, убивая агента.
Малдер узнает от Глубокой Глотки, что Вилчек работал над проектом создания искусственного интеллекта. Хотя Вилчек арестован по подозрению в убийстве Дрэйка и Ламана, и даже признался в этом, Малдер считает, что он не виновен. В тюрьме Вилчек признается Малдеру, что Дрэйк угрожал закрыть проект интеллектуальной компьютерной системы из-за больших расходов, поэтому ЦОС убила его, защищая себя. Малдер приносит в камеру ноутбук и убеждает Вилчека написать вирус, который уничтожит систему.
Получив вирус, Малдер и Скалли проникают в здание «Евриско», несмотря на препятствия, которые им устраивает система. Дверь в главную комнату управления системой оказывается заблокирована, и Скалли лезет в вентиляционную трубу, чтобы открыть дверь с другой стороны. В трубе сильный поток воздуха, включенный системой, едва не сдувает Скалли в большой вентилятор, но агенту удаётся выстрелить в механизм вентилятора. Малдеру дверь открывает Питерсон, но когда агент получает доступ к системе, тот достаёт пистолет и требует отдать ему дискету с вирусом. Малдер понимает, что Питерсон является агентом Министерства обороны США, которое хочет завладеть технологией ЦОС. Скалли, все же пробравшись через вентиляцию, входит и обезоруживает Питерсона. Малдер вставляет диск и запускает вирус. Система выходит из строя.
Глубокая Глотка сообщает Малдеру, что военные держат Вилчека в засекреченном месте и пытаются заставить создателя ЦОС работать на них, шантажируя его собственноручно подписанным в тюрьме признанием в убийстве Дрэйка и Ламана. На вопрос Малдера о состоянии ЦОС Глубокая Глотка отвечает, что вирус Вилчека уничтожил её полностью, и эксперты Министерства обороны не смогли ничего восстановить. В здании «Евриско» Питерсон пытается оживить систему, но получает по телефону приказ разобрать её и уничтожить обломки. При этом он не видит, что система сама включается и вновь получает доступ к различным частям здания «Евриско».

## Производство
Название эпизода взято по названию книги Артура Кёстлера «Дух в машине». Центральная операционная система является отсылкой к компьютеру HAL 9000 из цикла произведений «Космическая одиссея» Артура Кларка. HAL 9000, также как и ЦОС, обладал искусственным интеллектом и убил экипаж космического корабля, однако руководствовался иными мотивами, нежели система из «Секретных материалов».
Авторы сценария Говард Гордон и Алекс Ганса открыто признавались, что на тот момент не владели компьютером в достаточной степени, и это отрицательно сказалось на качестве сценария. Гордон был настолько разочарован эпизодом, что впоследствии назвал его худшим эпизодом первого сезона.
Глен Морган, автор сценария ко многим эпизодам сериала, посчитал, что некоторые моменты «Духа в машине» получились хорошо. Неудачи он объяснил тем, что создатели очень боялись, что у них получится HAL, хотя, по мнению Моргана, для успеха было необходимо, «чтобы у здания была пугающая личность». Джеймс Вонг испытывал смешанные ощущения по поводу серии, сказав, что «в конце там были прикольные моменты, хотя концовка была для меня немного неудовлетворительной с визуальной точки зрения, а также из-за того, как именно Малдер вывел машину из строя. В целом, забавный эпизод». Создатель сериала Крис Картер отзывался о серии более положительно, заявив, что сценарий дал ответ на вопрос, что именно является «секретным материалом» и что это не всегда должно быть чем-то паранормальным.
Сцены в здании «Евриско» были сняты в комплексе «Burnaby Metrotower». Проведение съёмок внутри здания оказалось сложной задачей, так как после установки необходимого оборудования едва хватало места для актёров. Включение света в разных частях здания после выведения ЦОС из строя было осуществлено инженером комплекса, который запрограммировал последовательность при помощи мобильного телефона. Сцена со Скалли в вентиляционной трубе была добавлена в последний момент: изначально планировалось, что Скалли будет пробираться через шахту лифта, но такая сцена оказалась очень дорогостоящей для бюджета.

## Эфир и отзывы
«Дух в машине» впервые вышел в эфир на телеканале FOX 29 октября 1993 года. По шкале Нильсена эпизод получил рейтинг 5,9 балла с 11-процентной долей, означающий, что из всех телевизоров в домохозяйствах США 5,9 процента работали в вечер премьеры, и 11 процентов из их числа были настроены на просмотр «Секретных материалов». Количество американских домохозяйств, видевших премьеру серии, оценивается в 5,6 миллиона.
В ретроспективном обзоре первого сезона Entertainment Weekly «Дух в машине» получил оценку «D+» (1,75 балла по 4-балльной шкале). Замысел эпизода и сама концепция Ц. О.С. были названы «содранными из 2001», а присутствие Глубокой Глотки — «не добавившим никакой ценности». Мэтт Хэй в статье для Den of Geek также отозвался об эпизоде отрицательно, назвав его «шаблонным», несмотря на «неожиданное» появление Глубокой Глотки, которое критик счёл «ярким моментом», и «чрезвычайно хорошо создающий нужную атмосферу саундтрек».
Кит Фиппс в статье для The A.V. Club был более благосклонен, оценив эпизод на «B-» (3 балла по 4-балльной шкале). По мнению критика, весь эпизод строится на технофобии, и уже через несколько лет оценить «убийственный потенциал штуки, которой люди пользуются, чтобы проверить банковский счёт или узнать кулинарный рецепт», было бы гораздо сложнее. Схожий аргумент высказала газета The Guardian, в 2013 году включившая «Дух в машине» в список 13 лучших эпизодов за всю историю «Секретных материалов». Газета написала, что эпизод вышел в тот период, когда широкие массы только начинали осваивать компьютер, и «большинство не понимало, что же происходит внутри этих серых ящиков». Кинематограф того периода активно эксплуатировал страх перед компьютерами, и «Дух в машине» не стал исключением.